# Општина Кристинешти (Ботошани)
Кристинешти (рум. Cristineşti) општина је у Румунији у округу Ботошани.
Oпштина се налази на надморској висини од 251 m.